# Omiodes anxiferalis
Omiodes anxiferalis is een vlinder uit de familie van de grasmotten (Crambidae), uit de onderfamilie van de Spilomelinae. De wetenschappelijke naam van deze soort is voor het eerst voorgesteld als Phryganodes anxiferalis door William Schaus in een publicatie uit 1912.
De soort komt voor in Costa Rica.